# Бацьке Душаново
Бацьке Душаново (серб. Бачко Душаново) — село в Сербії, належить до общини Суботиця Північно-Бацького округу в багатоетнічному, автономному краю Воєводина.

## Населення
Населення села становить 743 особи (2002, перепис), з них:
- мадяри — 463 — 62,48%;
- серби — 239 — 32,25%;
- югослави — 12 — 1,61%;

Решту жителів  — з різних етносів, зокрема: хорвати, румуни, німці і кілька русинів-українців.